# ديفيد إل. كابلان
ديفيد إل. كابلان هو موزع كندي، ولد في 12 ديسمبر 1923 في شيكاغو في الولايات المتحدة، وتوفي في 6 أبريل 2015 في ساسكاتون في كندا.